# 普遍性 (物理学)
在物理学中，普遍性（universality）说很多系统有相似的大规模数字属性，不依赖系统的小细节，例如临界指数。常见的是，系统在缩放极限表示普遍性。普遍性这个观念在动力学和其他数学分支中有庞大的应用。普遍性源于物理学中的统计力学和量子场论。

## 混沌理论
- 1975年， 米切尔·费根鲍姆用量子场论的重整群计算單峰映象的費根鮑姆常數（分岔理論、混沌理论）[1][2][3]
- 雪崩的自组织临界性

## 统计力学
- 渗流、渗流理论
- 在溶液中的分子的扩散作用
- 统计力学：临界乳光、易辛模型；相变、临界点 (热力学)、临界指数[4]
- 共形場論

## 其他应用
- 中心极限定理
- 多智能体系统[5][6]